# Hukuntsi
Hukuntsi este un sat în Botswana.